# Marwan Barghuthi

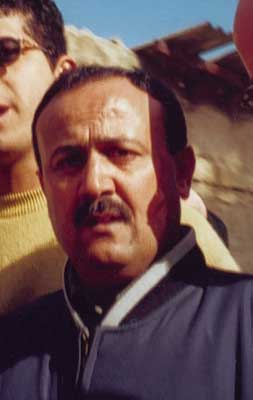
Marwan Barghuthi (um 2000)

Marwan Barghuthi (arabisch مروان البرغوثي, DMG Marwān al-Barġūṯī, palästinensisch-arabisch: Marwān il-Barghūthi, häufig Barghuti oder Barghouti geschrieben; * 6. Juni 1959 in Kobar bei Ramallah) ist ein palästinensischer Politiker und Führer der Palestinian National and Islamic Forces. Seit 2004 verbüßt er fünf lebenslange Haftstrafen plus 40 Jahre in einem israelischen Gefängnis, nachdem die israelischen Behörden ihn während der zweimonatigen Militäroperation im Jahr 2002, während der Zweiten Intifada im besetzten Westjordanland, festgenommen und inhaftiert haben. Barghuthi lehnte es ab, sich gegen die Anschuldigungen und Beweise zu verteidigen, die auf Geständnissen beruhten, die – nach seiner Darstellung – unter Folter und Misshandlung erpresst worden waren. Er argumentierte, dass Israel nicht befugt sei, ihn als Beamten der Palästinensischen Autonomiebehörde, die auf das Oslo-Abkommen zurückging, zu verurteilen.
Israel weigerte sich, Barghouti im Rahmen des Gefangenenaustauschs von 2011 freizulassen, der zur Freilassung des gefangenen israelischen Soldaten Gilad Shalit führte. Marwan Barghouti gilt wie Ahmad Sa'adat (Generalsekretär der Volksfront zur Befreiung Palästinas) als bedeutende Persönlichkeit in der palästinensischen Gesellschaft.

## Leben

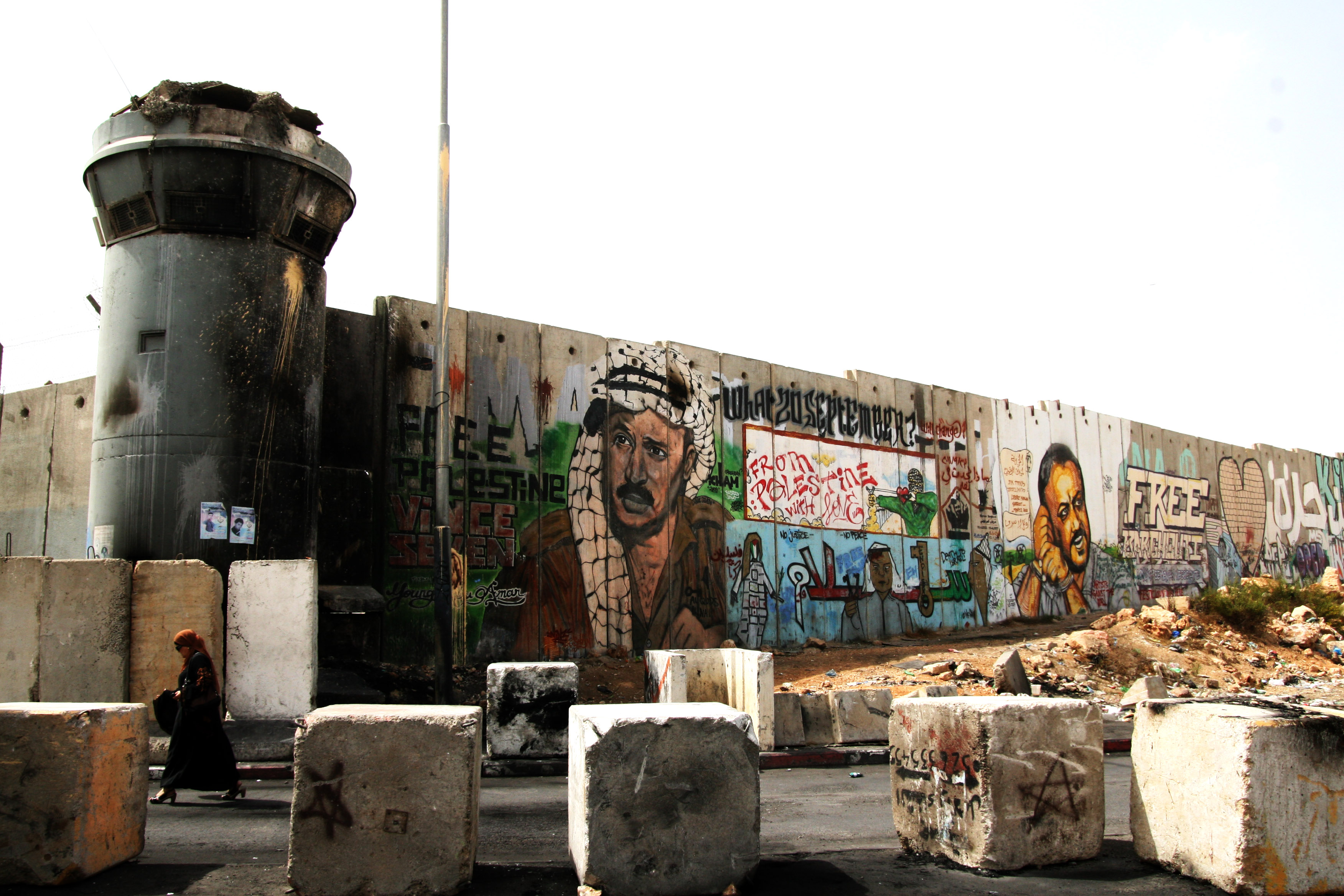
Blick auf die Israelische Sperranlage des Qalandia-Checkpoints von der palästinensischen Seite, wichtigster Verbindungspunkt zwischen den Sektoren Westjordanland und Jerusalem, mit Mauer-Graffiti zugunsten der Befreiung Palästinas und einer Hommage an Jassir Arafat und Marwan Barghouti

Marwan Barghuthi stammt aus der im Westjordanland bekannten und politisch aktiven Barghuthi-Familie. Im Alter von 15 Jahren trat Barghuthi der Fatah bei, die 1969 unter Führung von Jassir Arafat die Vorherrschaft im antiisraelischen Dachverband der Palästinensischen Befreiungsorganisation (PLO), übernommen hatte. Er studierte an der Universität Bir Zait im Westjordanland, an der er seinen Abschluss als Master im Fach Internationale Beziehungen machte. Barghuthi war vier Jahre lang Präsident des Studentenrats und sorgte für die Vernetzung mit anderen Universitäten. Das Politikumstudium zog sich wegen verschiedener Gefängnisaufenthalte hin.
Barghuthi heiratete 1984 eine Studienkollegin. Das Paar hat eine Tochter, Ruba (1986), und drei Söhne, Qassam (1985), Sharaf (1989) und Arab (1990). Daher ist Marwan Barghuthi auch als Abu Qassam und Abu Al-Qassam bekannt.
Bereits während der Ersten Intifada trat Barghuthi als einer der militärischen Führer der Palästinenser im Westjordanland auf. 1987 wurde er deswegen von Israel verhaftet und nach Jordanien deportiert, von wo er erst nach Abschluss des Oslo-Abkommens 1994 zurückkehren konnte. Der Oslo-Friedensprozess (1993 und 1995) sah einen palästinensischen Staat an der Seite Israels vor, den die von der PLO kontrollierte Palästinensische Autonomiebehörde regieren sollte. In der Folge setzte er sich für den Friedensprozess und die Etablierung eines palästinensischen Staats ein. 1996 wurde er in den Palästinensischen Legislativrat gewählt, in dem er in Opposition zu Jassir Arafats Regierung stand. So kritisierte er Korruption und Menschenrechtsverletzungen durch die Autonomiebehörde, war aber als Generalsekretär der Fatah im Westjordanland weiterhin einer der wichtigsten Funktionäre der PLO. Nach dem Scheitern von Camp David II im Jahr 2000 zeigte sich Barghuthi desillusioniert und sagte eine erneute Intifada voraus.
Als Kommandeur der Tanzim-Miliz im Westjordanland zählte er dann auch zu den Anführern der Zweiten Intifada. Er forderte ein Ende der Besetzung des Westjordanlandes und des Gazastreifens durch Israel und billigte zu diesem Zweck auch das Vorgehen der militanten al-Aqsa-Märtyrerbrigaden. Mehrmals führte Barghuthi Demonstrationsmärsche zu israelischen Checkpoints an, die teils gewaltvoll eskalierten. Israel beschuldigte Barghuthi mehrmals, Mitglied der al-Aqsa-Brigaden zu sein, was dieser abstritt. Auch lehne er Gewalttaten gegen israelische Zivilisten, wie von den al-Aqsa-Brigaden begangen, ab. Jedoch riefen ebenjene Brigaden ihn 2002 zu ihrem Anführer aus.
Israel verübte 2001 ein Attentat auf Marwan Barghuthi, das ihn nur knapp verfehlte und seinen Leibwächter tötete.

### Verhaftung und Prozess

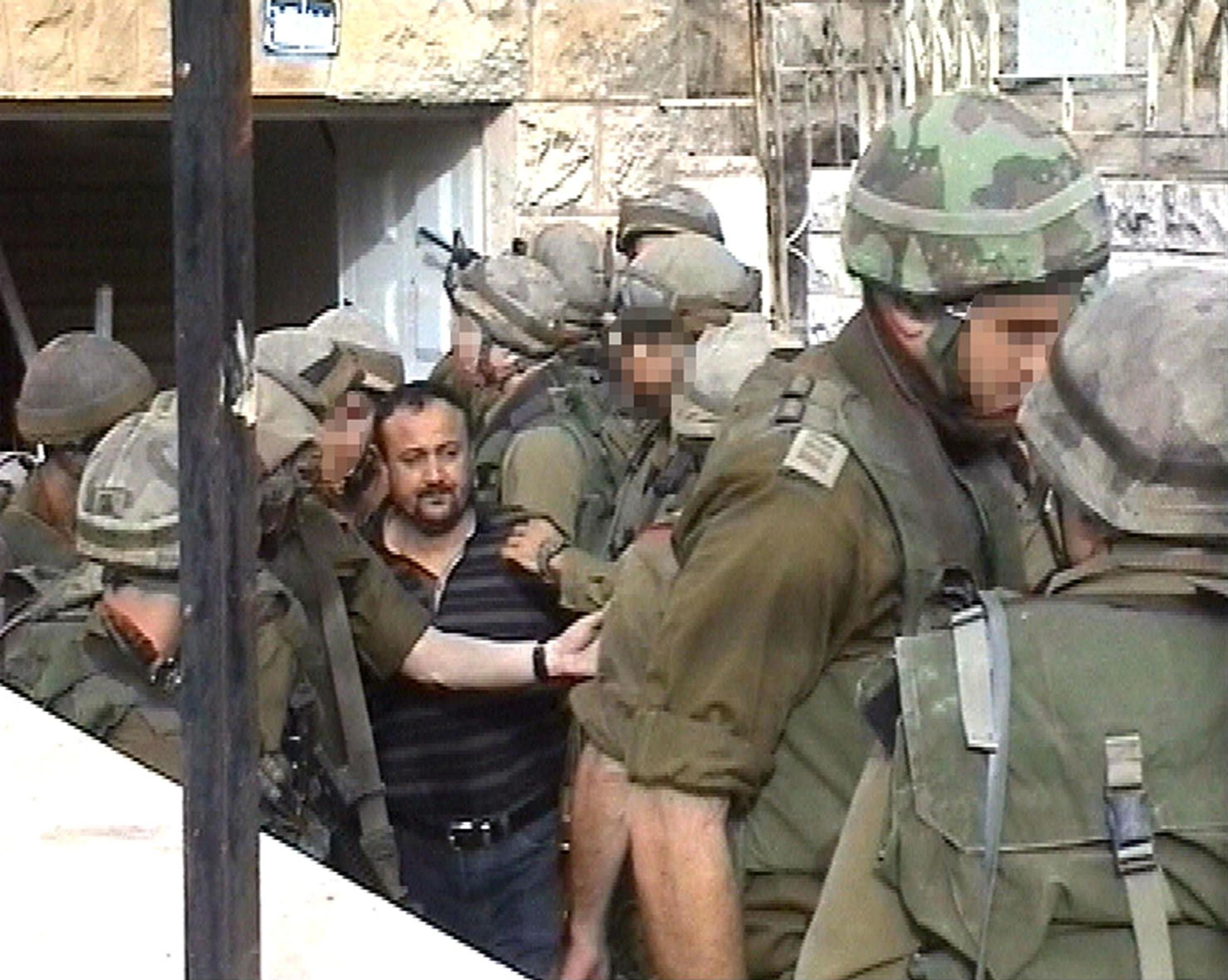
Marwan Barghuthi während der Verhaftung durch die Armee Israels in Ramallah

Im Rahmen der Operation Schutzschild verhaftete ihn die Armee nach längerer Suche am 15. April 2002 in Ramallah. Er wurde nach Israel gebracht und einen Monat lang in Einzelhaft gehalten, ohne Rechtsbeistand verhört und dabei – nach eigenen Angaben – gefoltert (Schlafentzug, schmerzhafte Fesselungen (Shabeh), Todesdrohungen). Erst danach durfte er Besuch von seiner Frau und seinem Anwalt erhalten.
Wegen des international Aufsehen erregenden Falles beschloss die Anklage, das Verfahren wegen der Verwicklung in tödliche Terroranschläge nicht vor einem eigentlich für Palästinenser zuständigen Militärgericht, sondern vor dem zivilen Bezirksgericht Tel Aviv zu verhandeln, weil Militärgerichte abseits der Öffentlichkeit verhandeln. Dieses Vorgehen war problematisch, da die 4. Genfer Konvention Prozesse außerhalb der besetzten Gebiete verbietet. Daher bekämpfte Barghuthi diese Entscheidung mit Hilfe mehrerer Anwälte und berief sich auch auf seinen Diplomatenstatus und die Tatsache, dass er aus der Jurisdiktion der Palästinensischen Autonomiebehörde verbracht worden war. Nachdem dieser Beschwerde am 19. Januar 2003 nicht stattgegeben worden war, zog er seine Verteidiger zurück und beschloss, den Prozess zu boykottieren.
Für den eigentlichen Prozess lehnte er auch den gestellten Pflichtverteidiger ab und verbot ihm, ihn zu vertreten. Er bestritt sowohl die Anklage als auch die Rechtmäßigkeit des Verfahrens und weigerte sich, den Gerichtshof als solchen anzuerkennen. Sowohl sein Anwalt, dessen Anwesenheit im Zuschauerraum vom Gericht vorgeschrieben wurde, als auch der Angeklagte blieben den Rest des Prozesses passiv und stellten den etwa 100 Zeugen der Anklage keine einzige Frage. Nur am 29. September sprach Barghuthi in seinem Abschlussplädoyer eine Stunde lang, bezog sich jedoch nicht auf die Anklagepunkte, sondern wiederholte nur seine Ablehnung des gesamten „politisch motivierten“ Verfahrens. Erst sieben Monate später, am 20. Mai 2004, wurde er vom Gericht schuldig gesprochen und am 6. Juni 2004, seinem 45. Geburtstag, zu fünfmal lebenslänglich und 40 Jahren Gefängnis verurteilt. Es sah es als erwiesen an, dass Barghuthi in mehrere Anschläge verwickelt war, in eine Attacke in Maʿale Adummim 2001, bei der ein griechischer Mönch starb, sowie Anschläge im Jahr 2002 auf eine Tankstelle, ein Restaurant und einen Autobombenanschlag in Jerusalem, bei denen vier Israelis ums Leben kamen.

### Aktivitäten im Gefängnis
Barghuthi überlegte, Nachfolger von Jassir Arafat zu werden und aus dem Gefängnis heraus für die Präsidentschaft zu kandidieren. Ihm wurden gute Chancen eingeräumt, die Wahl zu gewinnen, denn sowohl die breite Bevölkerung als auch radikalislamistische Palästinenser hätten Barghuti nach Einschätzung von Experten unterstützt. Der als charismatisch angesehene Barghuti hatte in der Bevölkerung einen starken Rückhalt; besonders bei jungen Menschen war er beliebt. Auf Druck seiner Fatah-Bewegung verzichtete er aber auf die Kandidatur bei der Präsidentschaftswahl. Die Fatah hatte bereits den als gemäßigt geltenden früheren Ministerpräsidenten Mahmud Abbas als Kandidaten gekürt, der Arafat als Chef der PLO gefolgt ist und von den Vereinigten Staaten gestützt wird. Barghuthi unterstützte nun Abbas, hieß es in Presseberichten. Er ist Mitautor des 2006 publizierten Gefangenenpapiers.
Marwan Barghuthi gilt in Ramallah als Schlüsselfigur sowohl im Konflikt zwischen den beiden verfeindeten Palästinenserorganisationen Fatah und Hamas wie auch im Konflikt zwischen Israelis und Palästinensern. Laut Umfragen von 2012 hätte er bei Präsidentenwahlen leicht jeden Hamas-Kandidaten schlagen können, egal ob er für die Fatah oder als Unabhängiger angetreten wäre. Politische Kommentatoren sahen ihn daher als logischen Nachfolger Abbas’.
Im August 2009 wurde er in das Zentralkomitee der Fatah gewählt.
Ende März 2012 rief Barghuthi anlässlich des „Tages des Bodens“ völlig überraschend zum Abbruch der Kooperation mit Israel auf. Er forderte einen Warenboykott und den Abbruch aller Verhandlungen der Autonomiebehörde mit Israel. In Anbetracht der verstärkten Siedlungsaktivitäten hätten die Palästinenser das „Recht auf alle Mittel des Widerstandes gegen die Besatzung“. Weiters rief er die Autonomiebehörde zu verstärkten diplomatischen Aktivitäten bei den Vereinten Nationen auf. Nach diesem Aufruf kam er in Einzelhaft und bekam Besuchsverbot.
Die Idee, Barghuti den Weg zur palästinensischen Präsidentschaft freizumachen, bestand mehrfach. 2013 unterzeichneten acht Friedensnobelpreisträger auf der südafrikanischen Gefängnisinsel Robben Island, dem berüchtigtsten Gefängnis Südafrikas für politische Häftlinge, wo Nelson Mandela, Walter Sisulu, Ahmed Kathrada und Robert Sobukwe in Einzelhaft gehalten wurden, eine Erklärung, in der seine Freilassung gefordert wurde.
2021 kündigten Barghuthi und Nasser al-Kidwa überraschend an, mit einer gemeinsamen Liste bei den für Mai geplanten, dann aber kurzfristig verschobenen, Wahlen anzutreten.
Dass Barghuthi bisher trotz langer Haft nicht vergessen wurde, verdankt er seiner Frau Fadwa, die als Anwältin hauptberuflich für seine Freilassung kämpft. 2024 wurde beim Nahostkonflikt Barghuthi vielfach genannt, um den Frieden im Rahmen einer Zweistaatenlösung voranzutreiben.

### Gefangenenaustauschversuche 2009 und 2023–2024
Ende November 2009 wurde bekannt, dass Marwan Barghuthi auf der Liste jener Gefangenen stand, die im Zuge eines zukünftigen Gefangenenaustausches für den israelischen Soldaten Gilad Schalit freikommen sollen, weil er sich im Gefängnis immer wieder für die Versöhnung mit der Hamas ausgesprochen hat. Israel hat sich jedoch in allen Verhandlungen immer gegen seine Freilassung ausgesprochen, was mit ein Grund für das jahrelange Nichtzustandekommen eines Abkommens war. Als dann am 11. Oktober 2011 eine Vereinbarung über den Gefangenenaustausch geschlossen wurde, gehörte er nicht zu den Freizulassenden. In diesem Punkt musste die inzwischen geschwächte Hamas ihre Forderungen stutzen. Auch die Fatah konnte nicht daran interessiert sein, dass die Hamas die Lorbeeren für seine Freilassung erntete.
Während der Gefangenenaustauschverhandlungen im Krieg in Israel und Gaza seit 2023–2024 zwischen Israel und der Hamas war eine wiederholte Forderung die Freilassung wichtiger verbündeter Anführer der Palästinenser. Dazu gehörte die Freilassung von Marwan Barghuthi (Zentralkomitee der Fatah) und Ahmad Sa'adat (Generalsekretär der Volksfront zur Befreiung Palästinas). Dass die Hamas darauf bestand, zwei prominente Nicht-Hamas-Persönlichkeiten auf die Liste zu setzen, spiegelte ihre strategischen Überlegungen hinsichtlich der Nachkriegszeit und ihrer Beziehungen zur Fatah und anderen palästinensischen Gruppierungen wider.

## Rezeption
Nazih Musharbash verglich die Bedeutung Barghutis für die Palästinenser mit der Nelson Mandelas für Südafrika. Eine Freilassung Barghutis durch Israel sei ein „Garant für den Frieden“. Mit Bezug auf eine Erhebung des Palestinian Center for Policy and Survey Research, 2020 kommt Muriel Asseburg zum Ergebnis, dass Barghuti nach wie vor als aussichtsreiche, integere und einende Führungsperson gewertet wird.